# Matheus Reis
Matheus Reis de Lima dit Matheus Reis, né le 18 février 1995 à São João da Boa Vista au Brésil, est un footballeur brésilien qui évolue au poste d'arrière gauche au Sporting CP.

## Biographie

### Débuts professionnels
Né à São João da Boa Vista au Brésil, Matheus Reis est formé au sein du São Paulo FC. 
Le 4 janvier 2017, Matheus Reis est prêté à l'EC Bahia,. Il joue son premier match pour le club le 14 mai 2017, lors d'une rencontre de championnat contre l'Athletico Paranaense. Il est titularisé et son équipe s'impose par six buts à deux.
Le 2 janvier 2018, il est prêté au Moreirense FC,.

### Rio Ave FC
Le 25 juin 2018, Matheus Reis rejoint le club portugais du Rio Ave FC. 
Il joue son premier match sous ses nouvelles couleurs le 26 juillet 2018, à l'occasion d'une rencontre de Ligue Europa 2018-2019 contre le Jagiellonia Białystok. Il est titularisé lors de cette rencontre perdue par son équipe (1-0 score final). Il fait sa première apparition dans le championnat portugais le 26 août 2018, face au CD Tondela. Les deux équipes se neutralisent ce jour-là (1-1 score final).

### Sporting CP
Le 2 février 2021, Matheus Reis est prêté jusqu'à la fin de la saison au Sporting CP. 
Il joue son premier match pour le Sporting le 9 février 2021, face au Gil Vicente FC, en championnat. Il entre en jeu à la place de Zouhair Feddal et son équipe l'emporte par deux buts à un. Il est sacré champion du Portugal en 2021.
En juillet 2021, Matheus Reis rejoint définitivement le Sporting, signant un contrat courant jusqu'en juin 2025.
Il inscrit son premier but pour le Sporting le 6 février 2022, lors d'une rencontre de championnat face au FC Famalicão. Son équipe l'emporte par deux buts à zéro ce jour-là. Il est de nouveau buteur le 20 février 2022, face au GD Estoril-Praia en championnat. Le Sporting l'emporte par trois buts à zéro ce jour-là.

## Statistiques
| Saison                | Club                  | Championnat           | Championnat | Championnat | Championnat | Coupe nationale | Coupe nationale | Coupe nationale | Coupe de la Ligue | Coupe de la Ligue | Coupe de la Ligue | Supercoupe | Supercoupe | Supercoupe | Compétition(s) continentale(s) | Compétition(s) continentale(s) | Compétition(s) continentale(s) | Compétition(s) continentale(s) | Total | Total | Total |
| Saison                | Club                  | Division              | M.          | B.          | P.d.        | M.              | B.              | P.d.            | M.                | B.                | P.d.              | M.         | B.         | P.d.       | Comp.                          | M.                             | B.                             | P.d.                           | M.    | B.    | P.d.  |
| 2015                  | São Paulo FC          | Série A               | 13          | 0           | 2           | -               | -               | -               | -                 | -                 | -                 | -          | -          | -          | -                              | -                              | -                              | -                              | 13    | 0     | 2     |
| 2016                  | São Paulo FC          | Série A               | 15          | 0           | 0           | -               | -               | -               | -                 | -                 | -                 | -          | -          | -          | CL                             | 1                              | 0                              | 0                              | 16    | 0     | 0     |
| Sous-total            | Sous-total            | Sous-total            | 28          | 0           | 2           | -               | -               | -               | -                 | -                 | -                 | -          | -          | -          | -                              | 1                              | 0                              | 0                              | 29    | 0     | 2     |
| 2017                  | EC Bahia (prêt)       | Série A               | 19          | 0           | 0           | -               | -               | -               | -                 | -                 | -                 | -          | -          | -          | -                              | -                              | -                              | -                              | 19    | 0     | 0     |
| Sous-total            | Sous-total            | Sous-total            | 19          | 0           | 0           | -               | -               | -               | -                 | -                 | -                 | -          | -          | -          | -                              | -                              | -                              | -                              | 19    | 0     | 0     |
| 2017-2018             | Moreirense FC (prêt)  | Liga NOS              | 2           | 0           | 0           | -               | -               | -               | -                 | -                 | -                 | -          | -          | -          | -                              | -                              | -                              | -                              | 2     | 0     | 0     |
| Sous-total            | Sous-total            | Sous-total            | 2           | 0           | 0           | -               | -               | -               | -                 | -                 | -                 | -          | -          | -          | -                              | -                              | -                              | -                              | 2     | 0     | 0     |
| 2018-2019             | Rio Ave FC            | Liga NOS              | 22          | 0           | 4           | 3               | 0               | 1               | -                 | -                 | -                 | -          | -          | -          | C3                             | 2                              | 0                              | 0                              | 27    | 0     | 5     |
| 2019-2020             | Rio Ave FC            | Liga NOS              | 30          | 1           | 3           | 4               | 0               | 2               | 3                 | 0                 | 1                 | -          | -          | -          | -                              | -                              | -                              | -                              | 37    | 1     | 6     |
| 2020-2021             | Rio Ave FC            | Liga NOS              | -           | -           | -           | -               | -               | -               | -                 | -                 | -                 | -          | -          | -          | C3                             | 2                              | 0                              | 0                              | 2     | 0     | 0     |
| Sous-total            | Sous-total            | Sous-total            | 52          | 1           | 7           | 7               | 0               | 3               | 3                 | 0                 | 1                 | -          | -          | -          | -                              | 4                              | 0                              | 0                              | 66    | 1     | 11    |
| 2020-2021             | Sporting CP (prêt)    | Liga NOS              | 15          | 0           | 0           | -               | -               | -               | -                 | -                 | -                 | -          | -          | -          | -                              | -                              | -                              | -                              | 15    | 0     | 0     |
| 2021-2022             | Sporting CP (prêt)    | Liga NOS              | 26          | 2           | 2           | 4               | 0               | 0               | 5                 | 0                 | 0                 | 1          | 0          | 0          | C1                             | 8                              | 0                              | 0                              | 44    | 2     | 2     |
| 2022-2023             | Sporting CP (prêt)    | Liga NOS              | 33          | 1           | 0           | 1               | 0               | 0               | 6                 | 0                 | 0                 | -          | -          | -          | C1+C3                          | 6+5                            | 0+0                            | 0+0                            | 51    | 1     | 0     |
| Sous-total            | Sous-total            | Sous-total            | 74          | 3           | 2           | 5               | 0               | 0               | 11                | 0                 | 0                 | 1          | 0          | 0          | -                              | 19                             | 0                              | 0                              | 110   | 3     | 2     |
| Total sur la carrière | Total sur la carrière | Total sur la carrière | 175         | 4           | 12          | 12              | 0               | 3               | 14                | 0                 | 1                 | 1          | 0          | 0          | -                              | 24                             | 0                              | 0                              | 226   | 4     | 16    |

## Palmarès
Sporting CP
- Championnat du Portugal (3) :
  - Champion en 2021, 2024 et 2025